# サッカーセントビンセント・グレナディーン代表
サッカーセントビンセント・グレナディーン代表（サッカーセントビンセント・グレナディーンだいひょう）は、セントビンセント・グレナディーンサッカー連盟 (SVGFF)によって構成される、セントビンセント・グレナディーンのサッカーのナショナルチームである。
国際サッカー連盟（FIFA）と北中米カリブ海サッカー連盟（Concacaf）に加盟している。ホームスタジアムは、首都・キングスタウンにあるアーノス・ヴェイル・スタジアム。

## 成績

### FIFAワールドカップ
- 1930 - 不参加
- 1934 - 不参加
- 1938 - 不参加
- 1950 - 不参加
- 1954 - 不参加
- 1958 - 不参加
- 1962 - 不参加
- 1966 - 不参加
- 1970 - 不参加
- 1974 - 不参加
- 1978 - 不参加
- 1982 - 不参加
- 1986 - 不参加
- 1990 - 不参加
- 1994 - 予選敗退
- 1998 - 予選敗退
- 2002 - 予選敗退
- 2006 - 予選敗退
- 2010 - 予選敗退
- 2014 - 予選敗退
- 2018 - 予選敗退
- 2022 - 予選敗退

### CONCACAFゴールドカップ
- 1991 - 不参加
- 1993 - 予選敗退
- 1996 - グループリーグ敗退
- 1998 - 予選敗退
- 2000 - 予選敗退
- 2002 - 棄権
- 2003 - 不参加
- 2005 - 予選敗退
- 2007 - 予選敗退
- 2009 - 予選敗退

### カリビアンカップ
- 1989 - グループリーグ敗退
- 1991 - 不参加
- 1992 - グループリーグ敗退
- 1993 - グループリーグ敗退
- 1994 - 予選敗退
- 1995 - 準優勝
- 1996 - グループリーグ敗退
- 1997 - 予選敗退
- 1998 - 予選敗退
- 1999 - 予選敗退
- 2001 - 予選敗退
- 2005 - 予選敗退
- 2007 - グループリーグ敗退
- 2008 - 予選敗退
- 2010 - 予選敗退

## 歴代選手
- シャンデル・サミュエル（英語版）
- ロドニー・ジャック（英語版）
- ケンドール・ヴェロックス
- オマリー・オルドリッジ
- マーロン・アレックス・ジェームズ
- テヴィン・スレーター
- コーネリアス・バーナード・ハギンズ